# Liste der denkmalgeschützten Objekte in Sankt Michael im Burgenland
Die Liste der denkmalgeschützten Objekte in Sankt Michael im Burgenland enthält die 4 denkmalgeschützten, unbeweglichen Objekte der Gemeinde Sankt Michael im Burgenland.

## Denkmäler
| Foto |                 | Denkmal                                                                       | Standort                                                | Beschreibung | Metadaten |
| ---- | --------------- | ----------------------------------------------------------------------------- | ------------------------------------------------------- | --- | --- |
| ja   | Datei hochladen | Kath. Filialkirche hl. Vitus HERIS-ID: 31802 Objekt-ID: 28795                 | Standort KG: Gamischdorf                                | Erbaut 1846. Kleiner Saalbau mit risalitartig vorgezogenem dreigeschoßigen Ostturm und halbrunder Apsis. Zweijochiges Schiff mit Platzlgewölbe zwischen Doppelgurten auf breiten Pilastern. Dreiachsige Empore auf Säulen über drei Platzln. In der Apsis Schalengewölbe. Die Einrichtung stammt vom Ende des 19. Jahrhunderts.                           | BDA-Hist.: Q37944373 Status: § 2a Stand der BDA-Liste: 2025-06-30 Name: Kath. Filialkirche hl. Vitus GstNr.: 73 Kath. Filialkirche hl. Vitus (Gamischdorf) |
| ja   | Datei hochladen | Ehem. Landesvolksschule, heute Feuerwehrhaus HERIS-ID: 31804 Objekt-ID: 28797 | Schallendorf 22 Standort KG: Schallendorf im Burgenland | Die Landesvolksschule mit Lehrerwohnung im Dachgeschoß folgt der Typologie des Einfamilienhauses und stammt von Rudolf Hofer (Steiermärkischer Werkbund) aus dem Jahr 1929/30. | BDA-Hist.: Q37944384 Status: § 2a Stand der BDA-Liste: 2025-06-30 Name: Ehem. Landesvolksschule, heute Feuerwehrhaus GstNr.: 73                            |
| ja   | Datei hochladen | Kath. Pfarrkirche hl. Michael HERIS-ID: 31795 Objekt-ID: 28787                | Hauptplatz Standort KG: St. Michael im Burgenland       | Mittelalterliche Pfarre. Unter Einbeziehung einer älteren Kirche (Westteil mit Turm) erfolgte 1933 eine Erweiterung, dazu wurde die Kirche neu eingerichtet. Großer Saalbau mit flach geschlossenem Chor. Über drei Schiffjochen und zwei Chorjochen Platzlgewölbe zwischen Gurten auf flachen Pilastern. Die Ausmalung 1933 erfolgte in Beuroner Manier. | BDA-Hist.: Q15124736 Status: § 2a Stand der BDA-Liste: 2025-06-30 Name: Kath. Pfarrkirche hl. Michael GstNr.: 1 Pfarrkirche St. Michael im Burgenland      |
| ja   | Datei hochladen | Mariensäule HERIS-ID: 31796 Objekt-ID: 28788                                  | Standort KG: St. Michael im Burgenland                  | Errichtet wurde die Mariensäule 1909. | BDA-Hist.: Q37944363 Status: § 2a Stand der BDA-Liste: 2025-06-30 Name: Mariensäule GstNr.: 2                                                              |